# Nuit d'ivresse (film)
Pour les articles homonymes, voir Nuit d'ivresse.
Pour plus de détails, voir Fiche technique et Distribution.
Nuit d'ivresse est un film français réalisé par Bernard Nauer, sorti en 1986. Il est adapté de la pièce de théâtre créée en 1985 par Josiane Balasko et Michel Blanc.

## Synopsis
À Paris, un soir de réveillon de la Saint-Sylvestre. Deux policiers procèdent au contrôle d'identité d'une femme, Frède, qui attend son train à la gare de l'Est. On apprend ainsi qu'elle vient tout juste de sortir de prison.
Après avoir été traitée sans ménagement par les deux inspecteurs, elle se rend au café de la gare de l'Est (ancien café de l'Est, maintenant le Royal Est), où se trouve déjà Jacques Belin, célèbre animateur du jeu télévisé L'affaire est dans le sac, qui vient de remporter un « Dandy d'Or » et semble bien éméché. Ce dernier attend sa fiancée Marlène dont le train ne doit plus tarder.
Au fil de la soirée, Jacques Belin, quitté par Marlène, et Frède, qui doit rejoindre sa sœur le lendemain à Metz, discutent et boivent, et finissent par se rendre à la soirée mondaine de Jean-François Ragain.
Le réveil de Jacques Belin sera mémorable...

## Fiche technique
- Titre : Nuit d'ivresse
- Réalisation : Bernard Nauer
  - Assistant réalisateur : Étienne Dhaene
- Scénario : Josiane Balasko et Thierry Lhermitte, d'après la pièce homonyme de Josiane Balasko
- Musique : Jacques Delaporte
  - Musique du générique : Les Rita Mitsouko
- Photographie : Carlo Varini
- Montage : Olivier Morel
- Décors : Ivan Maussion
- Son : Alain Lachassagne
- Sociétés de production : La Cinq Productions, Cofimage, Ice Films, Les Films Flam
- Société de distribution : Fechner-Gaumont (France)
- Pays de production :  France
- Langue originale : français
- Date de sortie : 24 septembre 1986
- Genre : comédie
- Format : couleurs
- Durée : 88 minutes
- Date de sortie :
  - France : 24 septembre 1986

## Distribution
- Josiane Balasko : Frede
- Thierry Lhermitte : Jacques Belin
- Gérard Martin : le premier policier
- Jean-Claude Dauphin : le deuxième policier
- Jean-Michel Dupuis : Steve
- Jerome Walke : le présentateur TV
- Guy Laporte : le garçon de café
- Théo Légitimus : l'amateur de foot
- Didier Pain : le contrôleur S.N.C.F.
- Viviane Elbaz : la voix de Marlène
- Mahmoud Zemmouri : le patron arabe
- Abder El Kebir : le buveur de Boukha
- Ouardia Hamtouche : la mère du patron
- Gérard Jugnot : lui-même
- Victoria Abril : elle-même
- France Roche : elle-même
- Bruno Moynot : le caméraman
- Ticky Holgado : Maurice
- Salvatore Ingoglia : l'ingénieur du son
- Marc Dudicourt : Président Bulot
- Jacques Delaporte : le pianiste
- Alain Doutey : Jean-François Ragain
- Daniel Dadzu : Auguste
- Carl Ogereau : l'amant de la majorette
- Cécile Auclert : une invitée à la soirée de Ragain
- Hélène Oddos : une invitée à la soirée de Ragain
- Lise Roy : la mère du pianiste
- Daniel Jégou : Marc-André Ammou
- Sylvie Novak : Valérie Ammou
- Serge Vincent : le voisin de palier